# Solaro
Solaro ist eine Gemeinde mit 14.071 Einwohnern (Stand 31. Dezember 2023) in der Metropolitanstadt Mailand, Region Lombardei.
Die Nachbarorte von Solaro sind Saronno (VA), Ceriano Laghetto, Bovisio Masciago, Limbiate, Caronno Pertusella (VA) und Cesate.
Der traditionsreiche Fahrradhersteller Ambrosio hat seinen Stammsitz in Solaro.

## Bevölkerungsentwicklung
Solaro zählt 4.879 Privathaushalte. Zwischen 1991 und 2001 stieg die Einwohnerzahl von 10.355 auf 12.026. Dies entspricht einem prozentualen Zuwachs von 16,1 %.